# Xenochlorodes gilvescens
Xenochlorodes gilvescens är en fjärilsart som beskrevs av Edward P. Wiltshire 1966. Xenochlorodes gilvescens ingår i släktet Xenochlorodes och familjen mätare. Inga underarter finns listade i Catalogue of Life.